# Clifford Ernest Borain
Clifford Ernest Borain DSO, MC, VD, ED, južnoafriški general, * 3. januar 1892, † 1968.
Med drugo svetovno vojno je bil sprva častni pribočnik generalnega guvernerja (1936-40), nato pa je bil poveljnik 7. južnoafriške pehotne brigade (1940), pomočnik direktorja za pehotno urjenje Zveznih obrambnih sil (1939-40), poveljnik 3. južnoafriške pehotne brigade (1940-42), poveljnik Port Elizabetha in Trdnjave Cape.

## Življenjepis
Pri šestnajstih letih je postal trobentač Natalskih konjeniških strelcev (Natal Mounted Rifles), nato pa je bil leta 1913 premeščen kot navadni vojak v sestavo Durbanske lahke pehote (Durban Light Infantry). Naslednjo leto je prejel povišanje v častnika in se nato bojeval proti silam Nemške jugozahodne Afrike. Potem ko se je izkazal v bojih, bil povišan v stotnika in bil odlikovan z vojaškim križcem, je bil premeščen v Britanijo, kjer se je pridružil King's Royal Rifles, s katerimi se je pozneje boril na zahodni (francoski) fronti.
Po koncu vojne se je vrnil v Južnoafriško republiko in prevzel vodstvo gradbenega podjetja J. E. Brown & Sons. (pozneje James Brown Structural & General Engineers, Durban). Prav tako se je ponovno pridružil Durbanski lahki pehoti; sprva kot adjutant, poveljnik čete (1921), namestnik poveljnika (1928) in poveljnik (1930). Pozneje je postal poveljnik 7. južnoafriške pehotne brigade. V letih 1936-40 je bil častni adjutant generalnega guvernerja JAR.
Ob izbruhu druge svetovne vojne je bil premeščen v štabni korpus in bil imenovan za pomočnika direktora za pehotno usposabljanja; istočasno pa je še vedno bil poveljnik 7. pehotne brigade. Leta 1940 je prevzel poveljstvo 3. pehotne brigade, ki je bila v sestavi 2. južnoafriške divizije; brigadi je poveljeval med severnoafriško kampanjo vse do januarja 1942, ko je med izvidništvom njegovo vozilo zapeljalo na minsko polje. Zaradi hudih poškodb so mu morali amputirati eno nogo, medtem ko je utrpel hude poškodbe še druge noge in hrbta; zaradi slednjih je potreboval številne operacije vse do konca življenja.
Po koncu vojne je bil premeščen v demobilizacijski direktorat, kjer je postal predsednik Splošnega izvršnega komiteja. Leta 1951 je postal član odbora zaupnikov Južnoafriškega nacionalnega vojnega muzeja, kar je ostal vse do smrti.